# Utlänningsräkningen 1939
Den svenska socialstyrelsen genomförde den 10–18 februari 1939 en utlänningsräkning. Syftet var att dämpa de upprörda stämningarna som rådde i landet efter att studenter i Uppsala, Stockholm och Lund hållit möten i början av 1939 mot judisk invandring. Beryktat är det så kallade bollhusmötet. Resultatet av utlänningsräkningen var att det fanns knappt 28 000 utlänningar i Sverige. Av dem var 2 810 flyktingar och av dessa 2 029 judar.